# Abou Zoromé
Abou Nafou Zoromé (ur. 13 października 1994) – burundyjski zapaśnik walczący w stylu wolnym. Zajął szesnaste miejsce na igrzyskach afrykańskich w 2023. Brązowy medalista igrzysk frankofońskich w 2023 roku. 